# Чоловік, який сплутав дружину з капелюхом, та інші історії з лікарської практики
Чоловік, який сплутав дружину з капелюхом, та інші історії з лікарської практики (англ. The Man Who Mistook His Wife for a Hat and Other Clinical Tales by Oliver Sacks) — книга всесвітньо відомого невролога Олівера Сакса. Уперше опублікована 1985 року. 

## Огляд книги
Олівер Сакс досліджує історії хвороб пацієнтів, які загубилися в химерному світі неврологічних розладів. Він розповідає історії людей, які мають порушення сприйняття світу та розумових аберацій, а саме тих, хто:
- втратив пам'ять, а водночас більшу частину свого минулого;
- не здатен впізнавати людей та розпізнавати навколишні об'єкти;
- мають нервові тики;
- кого звільнили з роботи через відсталість у розвитку, але водночас є обдарованими художніми або математичними талантами.

Книжка містить 24 есе, об‘єднані в 4 розділи, кожен із яких описує окремий аспект функції мозку.
Книга Сакса — дослідження боротьби за життя, яке дає змогу зрозуміти людей, уражених неврологічними розладами, демонструючи, які проблеми постають перед ними. Сакс не відкидає відповідальність медицини в цьому питанні.
Автор має на меті розповісти про деякі з найвідоміших неврологічних розладів, з якими він зустрічається під час своєї практики, і про щоденну боротьбу пацієнтів, з емоційними та фізичними вадами. Інформативне й емоційне наповнення книги робить її корисною та науково обґрунтованою для студентів напрямку неврології, а також всіх, кого цікавить як функціонує наш мозок.

## Переклад українською
- Сакс, Олівер. Чоловік, який сплутав дружину з капелюхом, та інші історії з лікарської практики / пер. Олена Опанасенко — К.: Наш Формат, 2017. — 288 с. — ISBN 978-617-7279-48-7